# Choreszim
Choreszim (hebr. חורשים) – kibuc położony w samorządzie regionu Derom ha-Szaron, w Dystrykcie Centralnym, w Izraelu.
Leży w Szefeli, w otoczeniu miasteczek Kafr Bara, Dżaldżulja i Oranit, moszawów Chagor, Jarchiw, oraz wiosek Mattan i Nirit. Członek Ruchu Kibuców (Ha-Tenu’a ha-Kibbucit).

## Historia
Kibuc został założony w 1955.

## Kultura i sport
W kibucu jest ośrodek kultury, boisko do piłki nożnej oraz basen pływacki.
Każdego roku odbywa się tutaj 3-dniowy Festiwal Bamuza, podczas którego odbywają się liczne spektakle teatralne, występy cyrkowe i koncerty muzyczne. Dodatkowo prowadzone są wykłady i zajęcia praktyczne z ekologii.

## Gospodarka
Gospodarka kibucu opiera się na rolnictwie i sadownictwie.
W północnej części kibucu znajduje się strefa przemysłowa. Działa tutaj firma Termokir Industries Ltd., która posiada 40% izraelskiego rynku produkcji materiałów budowlanych, takich jak izolacje cieplne, tynki, kleje i fugi.

## Turystyka
Okoliczne wzgórza są porośnięte lasami. Wytyczono tutaj kilka szlaków turystycznych. Jest to także popularne miejsce wycieczek rowerami górskimi.

## Komunikacja
Na zachód od kibucu przebiega autostrada nr 6, brak jednak możliwości bezpośredniego wjazdu na nią. Z kibucu wyjeżdża się na zachód na drogę nr 5233, którą jadąc na południe dojeżdża się do miejscowości Kafr Bara, na północ do moszawu Jarchiw, lub na zachód do miasteczka Dżaldżulja i drogi nr 531 .